# Kontor
Ein Kontor oder Contor (von französisch comptoir „Zahltisch“, im Postdeutsch auch comtoir) war im Spätmittelalter eine Niederlassung von hansischen Kaufleuten im Ausland und ist eine veraltete Bezeichnung für Büro sowie die Zweigstellen von Banken.

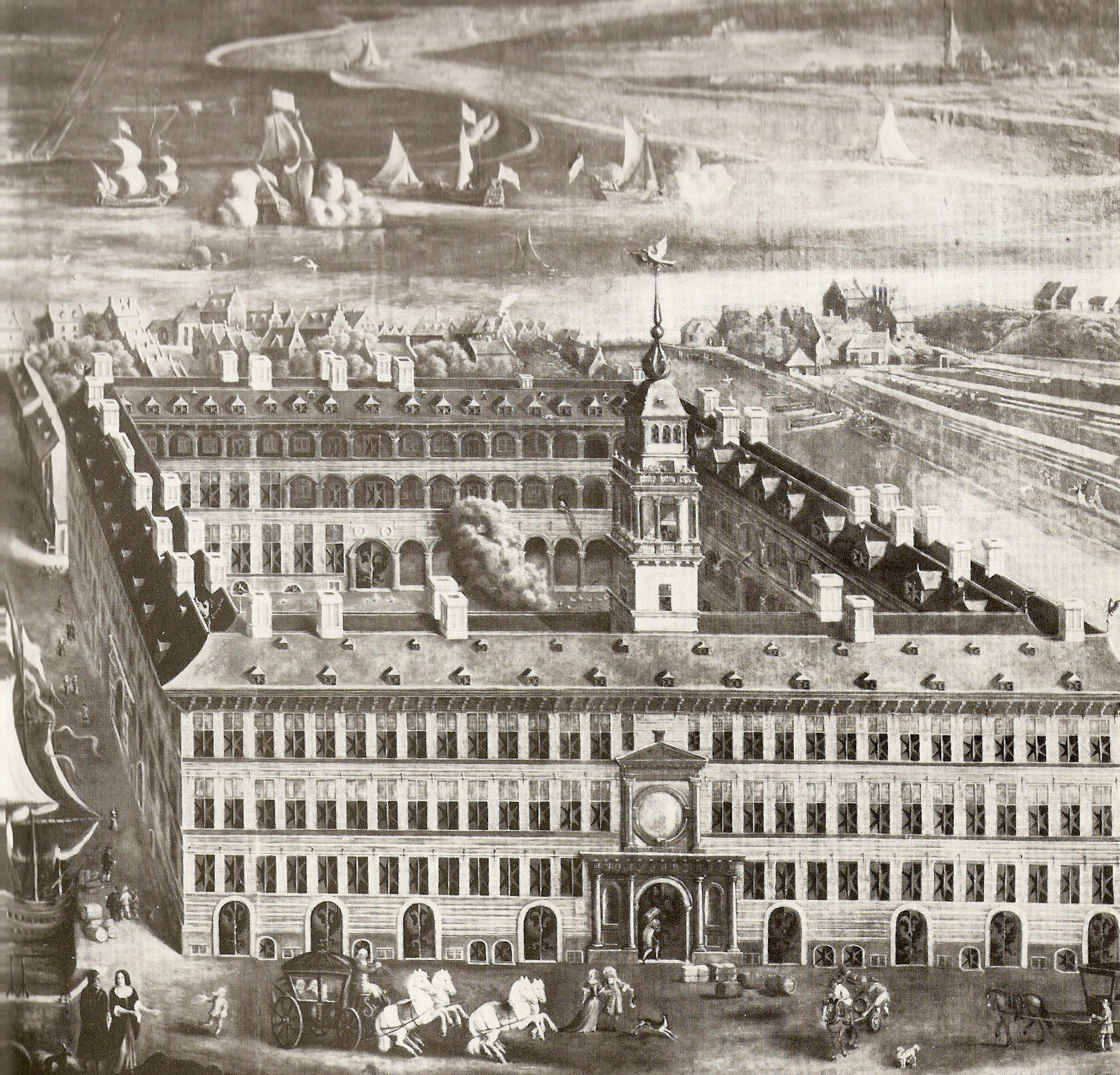
Kontorhaus der Hanse in Antwerpen

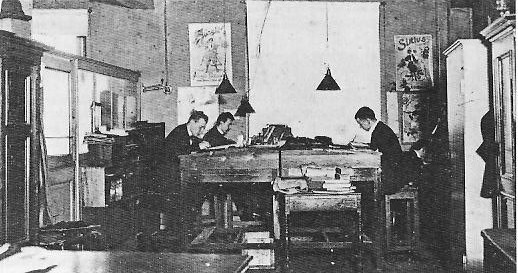
Kontoristen oder Commis 1894 bei ihrer Arbeit

## Geschichte
Kontore bildeten eine (Kaufmanns-)Stadt in der Stadt und besaßen zu Beginn eine eigene Rechtsprechung. So wählten die Kaufleute eines Kontors so genannte Ältermänner (auch comes hansae, Oldermann oder Aldermann), die die Aufsicht über die im Kontor versammelten Kaufleute besaßen. Später regelte vor allem Lübeck die Statuten und Reglements in den Kontoren.
Neben zahlreichen weiteren Handelsniederlassungen (den so genannten Faktoreien) besaß die Hanse vier Kontore, und zwar das Hansekontor in Brügge, Bergen (Tyske Bryggen), Nowgorod (Peterhof) und London (Stalhof). Die Nowgoroder Schra ist die einzige vollständig erhaltene Sammlung von Vorschriften über die innere Ordnung eines der vier Hansekontore.

## Begriff
Der Begriff Kontor wird erst seit dem 16. Jahrhundert verwendet. Vorher wurde von Haus oder Hof gesprochen. So heißt beispielsweise das Kontor in Nowgorod Peterhof. Bis um 1700 bezeichnete Kumthor in Niederdeutschland das Schreibmöbel des Kaufmanns, keinen Raum.
Im 19. und 20. Jahrhundert wurde der Begriff gerne für Büros und Geschäftszimmer von Kaufleuten verwendet. Die mit den Kontor- oder Büroarbeiten Beschäftigten wurden auch als Kontorist oder Commis bezeichnet. Auch in unserer heutigen Zeit wird von traditionellen Betrieben die Bezeichnung Kontor geführt. Häufige Sitze dieser Firmen sind die alten Hansestädte. Das Kontor des Kaufmanns befand sich oftmals mitsamt dessen Warenlager und seinen Wohnräumen unter einem Dach. Erst nach Mitte des 19. Jahrhunderts entstanden zunehmend Gebäude, die ausschließlich der Büronutzung dienten, insbesondere Kontorhäuser. In Hamburg entstanden zwischen 1886 und 1938 hunderte Kontorhäuser, im Wesentlichen in ähnlicher Bauweise und mit einheitlicher Funktion.
Im Dänischen, Norwegischen und Schwedischen heißt „Büro“ noch heute kontor, im Indonesischen wird es mit kantor bezeichnet (übernommen während der niederländischen Kolonialzeit), und im Niederländischen und Niederdeutschen wird ein Büro weiterhin kantoor bzw. Kuntoor genannt. Im Polnischen wird eine Wechselstube als kantor bezeichnet.

## Das Handelskontor als Arbeitsplatz
Das Handelskontor war „bis zur Mitte des 19. Jahrhunderts in die traditionelle Raumorganisation und das vielgestaltige Sozialgefüge der patriarchalischen Hausgemeinschaft integriert.“ Mit dem Expandieren des „Zollvereins“ kam es vor allem in den 1850er Jahren zum Aufschwung der freihändlerischen  Wirtschaftspolitik. „Die Ausweitung regionaler Wirtschaftspolitik zu überregionalen und internationalen Handelsinterdependenzen sowie die Vermehrung des Geldverkehrs und des Investitionskapitals beschleunigen nun auch die Vermehrung und Vergrößerung der Handelsbetriebe. Große Kontore mit mehr als 10 Handlungsgehilfen (Anmerkung: Bis dahin hatte der Kaufmann im Durchschnitt ein bis drei Mitarbeiter.) bilden erst in den nachrevolutionären Jahren nicht mehr die Ausnahme. Mit der Vergrößerung der Kontore und dem zahlenmäßigen Anwachsen des Kontorpersonals vollzieht sich analog zu den gesamtgesellschaftlichen Spezialisierungsprozessen der bürgerlich-industriellen Entwicklung auch innerhalb der patriarchalischen Hausgemeinschaft der Kaufmannsbetriebe eine stärkere Ausdifferenzierung nach Hierarchie und Funktion“. „Die positionale Differenzierung des Kontorpersonals und die daran geknüpften Einkommens- und Machtungleichheiten werden durch die Hierarchisierung des Raum- und Gegenstandsgefüges im Kontor allen sichtbar abgebildet. Das Privatkabinett des Prinzipals ist nun von den anderen Kontorräumen abgetrennt. Auch der Disponent und die höchsten Kommis verfügen schon in manchen Kaufmannshäusern über einen eigenen Raum. Die allmähliche Trennung zwischen leitenden und ausführenden Tätigkeiten deutet sich langsam in der Vermehrung und Differenzierung der Kontorräumlichkeiten an. Findet man in den kleineren Betrieben Prinzipal, Buchhalter, einen Kommis und die Lehrburschen gemeinsam in dem einen, als Kontor oder Com(p)toir bezeichneten Raum bei der Arbeit, so tritt in den größeren Betrieben neben das erste ein zweites.“ „In dem allgemeinen Arbeitsraum sitzen 10 bis 15 Kommis an ihren Pulten. Große und kleine Pulte, ausgreifende und beengtere Arbeitsplätze, direkt am Fenster oder in dunkleren Ecken der Arbeitsräume, Einzel- oder Doppelpulte, durch Geländer, Ablagetische und Besucherstühle vor dem Lauf anderer Kommis abgeschirmte Arbeitsbereiche, Sessel oder Kontorböcke und die unterschiedliche Verfügung über andere Arbeitsmittel prägen die hierarchische Struktur der Kontorräume.“ „Die räumliche Privilegierung ist stets durch ein abgeschirmtes Herauslösen aus den übrigen räumlich-sozialen Verflechtungen gekennzeichnet. Je abgeschirmter und verborgener ein Arbeitsplatz ist, desto höher sein Prestigewert.“